# Profundulidae
Die Profundulidae (Latein: profundus = tief) sind eine Familie von Süßwasserfischen aus der Ordnung der Zahnkärpflinge (Cyprinodontiformes). Sie kommen in Bächen und Flüssen auf der atlantischen und pazifischen Seite Mittelamerikas in Mexiko, Guatemala, Honduras und El Salvador vor.

## Merkmale
Profundulidae-Arten haben einen gedrungenen Körper und werden 7,5 bis 11,5 Zentimeter lang. Rücken- und Afterflosse sind klein, abgerundet und stehen weit hinten einander symmetrisch gegenüber. Die Rückenflosse wird von zehn bis 16 Flossenstrahlen gestützt. Außerdem hat die Rückenflosse ein bis drei weitere nur noch rudimentäre Flossenstrahlen. Beim Männchen ist die Rückenflosse stärker entwickelt, bei den Weibchen die Afterflosse. Außerdem werden die Weibchen größer und sind kräftiger. Die Schwanzflosse ist kurz und kräftig und an der Basis von kleinen Schuppen bedeckt. Entlang des Seitenlinienorgans befinden sich 31 bis 39 Schuppen. Die Befruchtung ist extern.

## Systematik
Die Arten der Familie wurden zeitweise zur Gattung Fundulus gestellt. Später wurde eine Gattung innerhalb der Familie Fundulidae gebildet. Heute werden sie die Familie Profundulidae gestellt. Die Profundulidae gelten als Schwestergruppe der Hochlandkärpflinge (Goodeidae).

## Arten

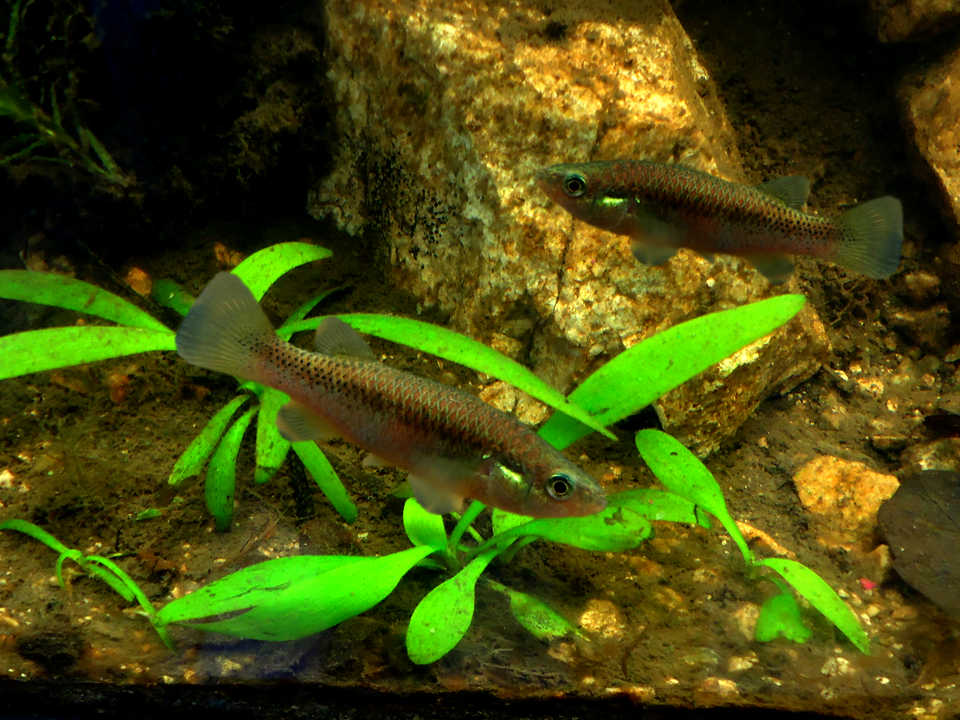
Profundulus oaxacae

Die Familie Profundulidae umfasst folgende Arten in zwei Gattungen: 

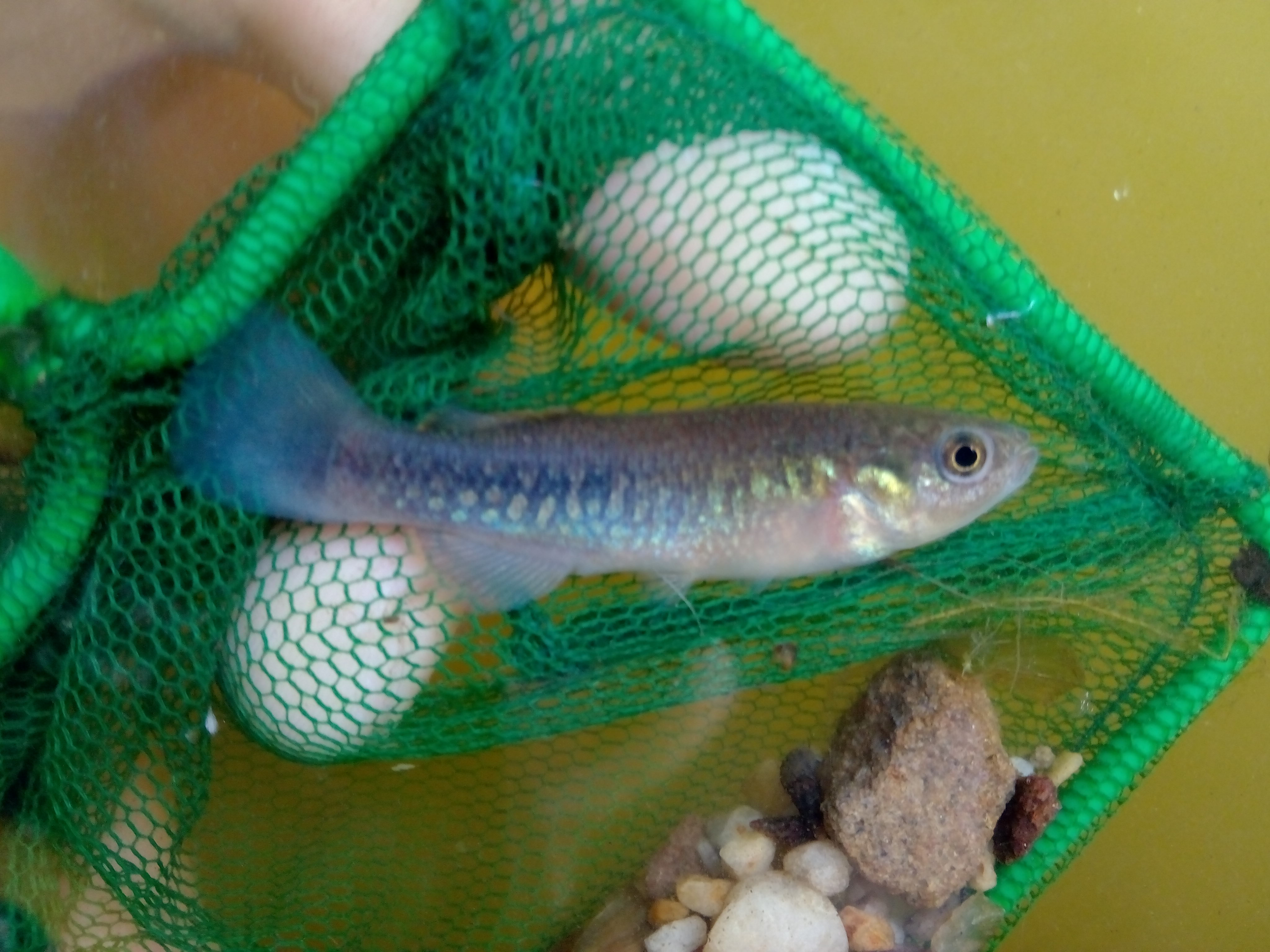
Profundulus mixtlanensis

- Gattung Profundulus Hubbs, 1924

- P. mixtlanensis-Komplex

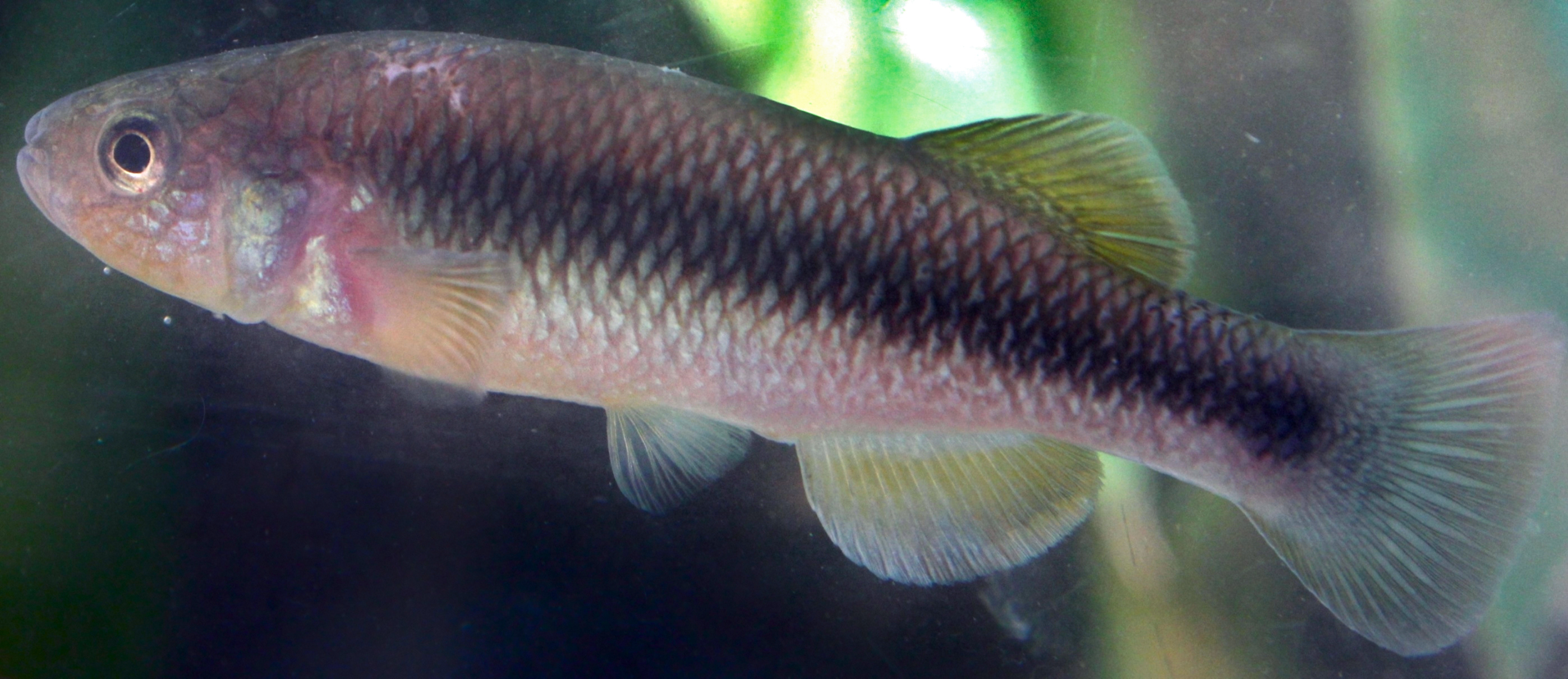
Tlaloc hildebrandi

- Profundulus mixtlanensis Ornelas-García, Martinez-Ramírez & Doadrio, 2015

Synonym: Profundulus adani Dominguez-Cisneros, Velázquez-Velázquez, McMahan & Matamoros, 2021
- Profundulus rei Calixto-Rojas, Lira-Noriega, Rubio-Godoy, Pérez-Ponce León & Pinacho-Pinacho, 2023

- P. guatemalensis-Komplex

- Profundulus guatemalensis (Günther, 1866)
- Profundulus kreiseri Matamoros, Schaefer, Hernández & Chakrabarty, 2012

- P. balsanus-Komplex

- Profundulus balsanus Ahl, 1935
- Profundulus cf. balsanus ‘Tlahuizapa’
- Profundulus emilioi Calixto-Rojas, Lira-Noriega, Rubio-Godoy, Pérez-Ponce León & Pinacho-Pinacho, 2023
- Profundulus parentiae Matamoros, Domínguez-Cisneros, Velázquez-Velázquez & McMahan, 2018
- Profundulus cf. parentiae ‘Verde’

- P. punctatus-Komplex

- Profundulus chimalapensis del Moral-Flores, López-Segovia & Hernández-Arellano, 2020
- Profundulus hectori Domínguez-Cisneros, Velázquez-Velázquez, Domínguez-Domínguez & Beltrán-López, 2025
- Profundulus oaxacae (Meek, 1902)
- Profundulus cf. oaxacae ‘Tehuantepec’
- Profundulus punctatus (Günther, 1866)

Synonym: Profundulus pachycephalus (Günther, 1866)
Synonym: Profundulus scapularis Fowler, 1936
- Gattung Tlaloc Álvarez & Carranza, 1951

- Tlaloc candalarius (Hubbs, 1924)
- Tlaloc hildebrandi (Miller, 1950)
- Tlaloc labialis (Günther, 1866)

Synonym: Tlaloc mexicanus Álvarez & Carranza, 1951
- Tlaloc portillorum (Matamoros & Schaefer, 2010)